# Father John Misty
Father John Misty o J. Tillman, pseudonimo di Joshua Michael Tillman (Rockville, 3 maggio 1981), è un cantautore, chitarrista e batterista statunitense.
Ha fatto parte di diversi gruppi della scena rock statunitense tra cui i Fleet Foxes, in cui ha militato come batterista dal 2008 al 2012. Nel corso della sua carriera ha collaborato anche con Beyoncé (Hold Up) e Lady Gaga (alcuni brani dell'album Joanne) e Lana Del Rey (Let The Light In (Did You Know That There's a Tunnel Under Ocean Blvd)).

## Discografia
Come J. Tillman
- 2003 - Untitled No. 1 (Broken Factory)
- 2004 - I Will Return (autoprodotto)
- 2006 - Long May You Run, J. Tillman (Keep Recordings)
- 2006 - Minor Works (Fargo)
- 2007 - Cancer and Delirium (Yer Bird)
- 2006 - Vacilando Territory Blues (Western Vinyl)
- 2009 - Year in the Kingdom (Western Vinyl)
- 2010 - Singing Ax (Western Vinyl)
- 2024 - Mahashmashana

Come Father John Misty
- 2012 - Fear Fun (Sub Pop, Bella Union)
- 2012 - The Demos - EP (Sub Pop)
- 2015 - I Love You, Honeybear (Sub Pop, Bella Union)
- 2015 - "I Luv You HB" Demos - EP (Sub Pop, Bella Union)
- 2017 - Pure Comedy (Sub Pop, Bella Union)
- 2018 - God's Favorite Customer (Sub Pop, Bella Union)
- 2022 - Chloe and the Next 20th Century
- 2024 - Mahashmashana

Come Josh Tillman
- 2013 - The History of Caves (colonna sonora)

con Fleet Foxes
- 2011 - Helplessness Blues

con Saxon Shore
- 2002 - Be a Bright Blue
- 2003 - Four Months of Darkness